# Luis Aranda del Toro
Luis Aranda del Toro (Tepic, Nayarit, 1901-?) fue un médico, historiador y político mexicano, miembro del Partido Revolucionario Institucional (PRI) y sus antecesores. Fue diputado federal y senador por su estado.

## Biografía
Realizó sus estudios de secundaria, preparatoria y profesional en la Universidad de Guadalajara (UdeG), de donde egresó como médico. Se dedicó al ejercicio de su profesión hasta que en 1937 inició una carrera política impulsado por su amistad con Miguel Alemán Velasco, entonces gobernador de Veracruz.
En 1937 es postulado candidato del entonces Partido Nacional Revolucionario (PNR) a diputado federal por el Distrito 1 de Nayarit, resultando elegido para la XXXVII Legislatura de dicho año al de 1940. En 1940 es candidato del Partido de la Revolución Mexicana (PRM) a senador por Nayarit en primera fórmula; resultando elegido para el perido de dicho año al de 1946 y que corresponden a las Legislaturas XXXVIII y XXXIX. En estas legislaturas fue presidente de la comisión de Economía y Estadística; 1er. secretario de la comisión de Colonización; y, prosecretario de la Mesa Directiva.
Posteriormente ocupó el cargo de jefe de servicios médicos de la Dirección General de Pensiones Civiles y de Retiro. Tras ello, se dedicó al ejercicio de su profesión, asi como a la investigación histórica en su estado natal.

## Publicaciones
- Nayarit: aportación para algunos capítulos de su historia. 1952.[3]